# Jan Babor (politik)
Jan Babor  (* 4. listopadu 1948 Tábor) je český politik ČSSD, v letech 2006–2013 poslanec Parlamentu ČR za Jihočeský kraj, zastupitel Tábora, v letech 2004–2012 krajský zastupitel Jihočeského kraje.

## Vzdělání, profese a rodina
V letech 1963–1967 studoval SPŠ strojnickou v Táboře, mezi lety 1967–1972 absolvoval VŠE v Praze s titulem inženýra. Po studiích nastoupil základní vojenskou službu a poté pracoval jako analytik, programátor informačních systémů a ekonom. V letech 1984–2002 působil ve Stavebním bytovém družstvu Tábor jako místopředseda. S manželkou Janou vychoval dceru Janu.

## Politická kariéra
Od roku 1994 zasedá v zastupitelstvu města Tábor. V komunálních volbách roku 1994, komunálních volbách roku 1998, komunálních volbách roku 2002, komunálních volbách roku 2006 a komunálních volbách roku 2010 byl zvolen do zastupitelstva města Tábor, k roku 1994 jako bezpartijní za ČSSD, v následných volbách již jako člen ČSSD. Profesně se k roku 1998 uváděl jako ekonom, následně k roku 2002 a 2006 coby místostarosta, v roce 2010 jako poslanec. V období 1998–2006 vykonával funkci místostarosty Tábora.
V krajských volbách roku 2004 byl zvolen do Zastupitelstva Jihočeského kraje za ČSSD. Mandát krajského zastupitele obhájil v krajských volbách roku 2008.
Ve volbách v roce 2006 byl zvolen do poslanecké sněmovny za ČSSD (volební obvod Jihočeský kraj). Angažoval se ve Výboru pro veřejnou správu a regionální rozvoj a předsedal Podvýboru pro bytovou politiku. Poslanecký mandát obhájil i ve volbách roku 2010. Opět působil ve Výboru pro veřejnou správu a regionální rozvoj.
Funkci poslance vykonával do předčasných voleb v roce 2013.
V roce 2008 se objevil v tzv. Cibulkových seznamech jako důvěrník s krycím jménem Martin. On sám spolupráci popírá a poukazuje na skutečnost, že jeho zaměstnavatel v 80. letech byl veden jako „přísně tajný“ a měl se na Babora zaměřit. Spor nakonec skončil u soudu a tudíž dle tvrzení Jana Babora nebyl žádný informátor, nýbrž nežádoucí.